# Michael Bohnen
Michael Bohnen, född 2 maj 1887 i Köln, Kejsardömet Tyskland, död 26 april 1965 i Berlin, var en tysk skådespelare och operasångare (basbaryton).

## Filmografi, urval
- 1934 – Guld
- 1939 – Det odödliga hjärtat
- 1943 – Münchhausen